# Srednji Salaš
Srednji Salaš (ćir.: Средњи Салаш) je naselje u općini Bačka Topola u Sjevernobačkom okrugu u Vojvodini.

## Stanovništvo
U naselju Srednji Salaš živi 172 stanovnika, od čega 143 punoljetana stanovnik s prosječnom starosti od 43,5 godina (40,2 kod muškaraca i 46,5 kod žena). U naselju ima 60 domaćinstva, a prosječan broj članova po domaćinstvu je 2,87.
Prema popisu iz 1991. godine u naselju je živjelo 183 stanovnika.
| Etnički sastav 2002. |            |        |
| Narod                | Stanovnika |        |
| Srbi                 | 158        | 88,37% |
| Jugoslaveni          | 11         | 6,39%  |
| Hrvati               | 6          | 3,48%  |
| Mađari               | 2          | 1,16%  |
| nepoznato            | 0          | 0,00%  |

| broj stanovnika | 242   | 218   | 266   | 263   | 205   | 183   | 172   |
|                 | 1948. | 1953. | 1961. | 1971. | 1981. | 1991. | 2001. |

## Vanjske poveznice
- Karte, položaj vremenska prognoza  Arhivirana inačica izvorne stranice od 18. siječnja 2009. (Wayback Machine)
- Satelitska snimka naselja  Arhivirana inačica izvorne stranice od 8. ožujka 2021. (Wayback Machine)